# Gruppo veneziano

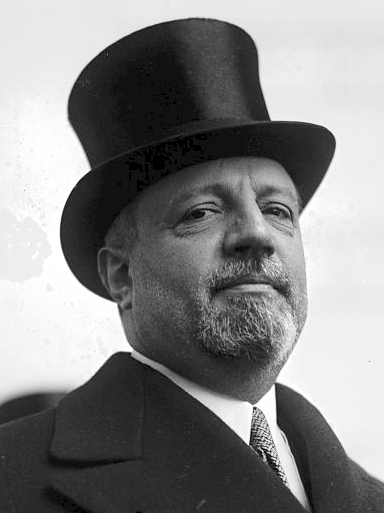
Giuseppe Volpi (1877–1947) galt neben Vittorio Cini (1885–1977) als Hauptexponent des Gruppo veneziano, 1925

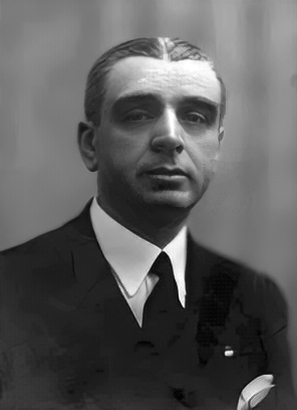
Vittorio Cini (1885–1977) im Jahr 1934

Als Gruppo veneziano wurde eine Gruppe von überwiegend venezianischen Finanziers, Industriellen und Politikern bezeichnet, die unter der Führung von Giuseppe Volpi (1877–1947) und Vittorio Cini (1885–1977) in erheblichem Ausmaß die Innen-, Wirtschafts-, Kolonial- und Außenpolitik Italiens zwischen etwa 1900 und 1945 beeinflusste. Dabei profitierten die Exponenten dieser Gruppe sowohl vor als auch während der beiden Weltkriege von der Kriegswirtschaft, indem sie selbst Ministerposten besetzten, als auch von den Expansionsbestrebungen der Faschisten und ihrer Bereitstellung billiger und gefügig gemachter Arbeitskraft. Insgesamt fanden sich aus den aufsteigenden Gruppen des Finanzwesens, des Unternehmertums und der Industriellen Männer mit Vertretern der alten Gruppen aus Adel, Landbesitz und Handel in der Gruppe zusammen. Die Verflechtung der Hauptexponenten mit dem faschistischen Regime wurde nach dem Zweiten Weltkrieg nicht geahndet, unter anderem, weil diese rechtzeitig der Resistenza Geldmittel zur Verfügung gestellt hatten.
Die Aufspaltung Venedigs in eine petrochemische Industriestadt (Marghera), eine Arbeiterwohnstadt (Mestre) und ein dem Tourismus zur Verfügung gestelltes historisches Zentrum einschließlich des Lido, in dem die beiden Hauptakteure der Gruppe wohnten, geht ebenso auf ihre Tätigkeit zurück, wie die Zuschüttung von Teilen der Lagune, die zudem durch Kanalvertiefungen, Zugangsverbreiterungen zur Adria sowie durch Einleitung von Abwässern geschädigt wurde, dazu durch Eintrag von Arten, die sich seither zu Lasten der lokalen Flora und Fauna ausgebreitet haben.

## Vorgeschichte, Mitglieder der Gruppe
Giuseppe Volpi, dessen Familie aus Bergamo kam, war im Handel mit Agrarwaren, als Versicherungsagent und Minenbesitzer zu Vermögen gelangt, Vittorio Cini kam aus Ferrara und hatte, nachdem er das Unternehmen seines Vaters geerbt hatte, sein Vermögen mit Baumaterial, in Unternehmen der Logistik und im Seehandel sowie in Infrastrukturmaßnahmen vermehrt.
Volpi kam durch den Kontakt mit der Banca Commerciale Italiana in der Person von Giuseppe Toeplitz in Kontakt, der von 1900 bis 1903 deren Filiale in Venedig leitete. Toeplitz stieg zudem bald in die Führungspositionen innerhalb des Haupthauses bis zum Vizepräsidenten auf und betrieb von dort aus die Industrialisierung Italiens.
Cini hingegen investierte während des Ersten Weltkriegs in die Seestreitkräfte und in die Seeversicherungswirtschaft, so dass er erheblichen Einfluss im Überseehandel in der Adria, im Ionischen Meer und in der Levante gewann und zugleich ein Netzwerk in Regierungs- und Militärkreisen ausbildete.

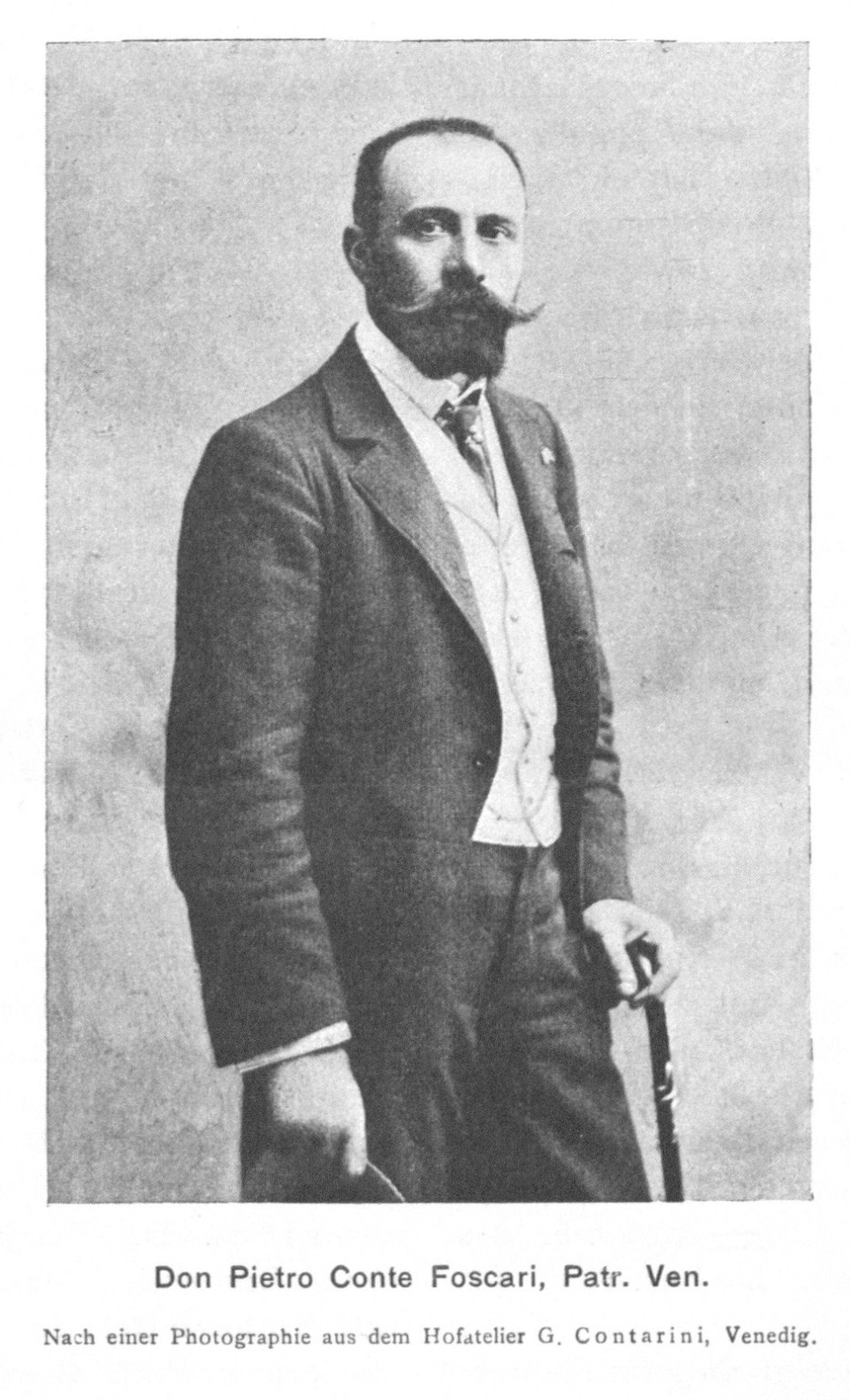
Piero Foscari (1865–1923), fotografiert 1902

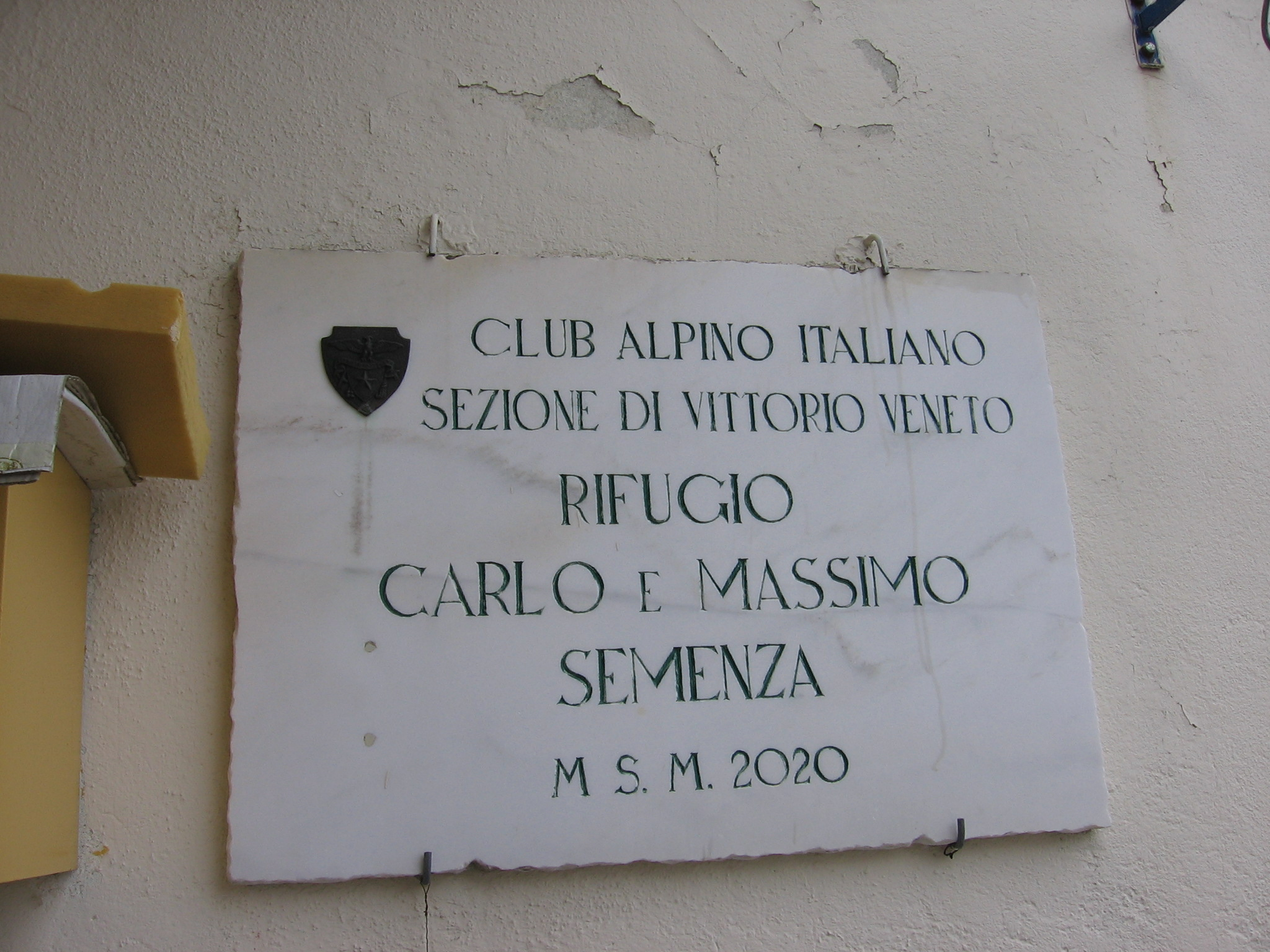
Das Rifugio Carlo e Massimo Semenza oberhalb von Tambre in der Provinz Belluno erinnert an eines der führenden Mitglieder des Gruppo veneziano. Die Initiative zum Bau der Hütte des Italienischen Alpenvereins, der von 1962 bis 1963 erfolgte, ergriff sein Sohn Massimo Semenza, seinerzeitiger Präsident der örtlichen Vereinssektion.

Als Volpi und Cini ihre Kontakte, ihre Finanzkraft und ihren politischen Einfluss zusammenfügten, sprach man schnell von der besagten Venezianischen Gruppe. Andere führende Angehörige dieser Gruppe waren Achille Gaggia (1875–1953), der ab 1905 zur Entourage von Volpi zählte und geradezu zu seinem „rechten Arm“ wurde, und über den Toeplitz bemerkte, er führe alles aus, was Volpi ihm vorgebe.
Zur Gruppe zählten aber auch Ingenieure und Verwaltungsmänner wie Antonio Pitter, Vincenzo Ferniani und Ottaviano Ghetti, die gemeinsam etwa für die Umleitungsarbeiten am Piave verantwortlich waren, Carlo Semenza, der Geologe Giorgio Dal Piaz, Guido und Antonio Rossi, die Ingenieure Paolo Milani, Francesco Villabruna, Mario Mainardis, Alessandro Croce, dann der Unternehmer Nicolò Spada, der Bürgermeister von Venedig Mario Alverà, dann der Inhaber einer bedeutenden Paduaner Färberei Giovanni Venuti, schließlich Angelo Sperti, Aurelio Fracca, Silvio Pellas, Alberto Cottica, Vittore Antonello. Hinzu kamen Exponenten, die im Finanz- und Wirtschaftsbereich im Sinne der Gruppe tätig wurden, wie Antonio Revedin, Nicolò Papadopoli Aldobrandini, Alberto und Mario Treves de' Bonfili, Piero Foscari, Giancarlo Stucky, Amedeo und Edoardo Corinaldi, Nicola und Tito Braida, Carlo und Enrico Ratti, Gino Toso, „Commendatore“ Giuseppe Da Zara, Luigi Ceresa, Mario Nani Mocenigo oder Giulio Coen.
Bereits Ende des 19. Jahrhunderts bestand ein Gruppo Veneto, der auf der Linie Vicenza-Padua-Venedig agierte. Diese Gruppe wurde vor allem durch Vincenzo Stefano Breda, Alessandro Rossi, Luigi Luzzatti repräsentiert, die ebenfalls Finanzen und Industrie, Kredit und Politik miteinander verbanden, um die Region stärker zu industrialisieren. Doch ihr Geflecht basierte auf der Verbindung von Adel, Grundbesitz und Handel. Sie strebten eine Industrialisierung ohne Modernisierung auf der Basis von konservativem Paternalismus, von gesellschaftlicher Schichtung und unter Garantien von Seiten des Staates an. Eine wesentliche Aufgabe erhielt dabei die Banca veneta di depositi e conti correnti, die 1871 in Padua gegründet worden war. Unter dem Einfluss von Alberto Treves de Bonfili wurde sie nach Venedig verlegt – infolge der Übernahme des Stabilimento mercantile und mit Rücksichtnahme auf die dortige jüdische Gemeinde. Die ebenfalls in Padua 1872 gegründete Società veneta per imprese e costruzioni pubbliche wurde 1899 in Società veneta per costruzione ed esercizio di ferrovie secondarie oder einfach Veneta umbenannt, die Eisenbahnen, Infrastruktur und öffentliche Bauwerke finanzierte und baute. Die Veneta hatte bereits 1881 eine eigene Niederlassung in Venedig.

## Die ersten Unternehmungen
Im Gegensatz zum Gruppo Veneto strebte der Gruppo veneziano von Anfang an auf die nationale, sogar internationale Ebene. In einem ersten Schritt gelang die „Eroberung der Energie“ („conquista della forza“), das heißt der Gewinnung von Strom aus Wasserkraft. 1900 und 1905 wurden die Società italiana per l'utilizzazione delle forze idrauliche del Veneto, die unter dem Namen Cellina bekannt wurde, sowie die Società Adriatica di Elettricità (SADE) gegründet. Vom bloßen Erwerber vorhandener und Erbauer neuer Wasserkraftwerke verwandelte sich letztere in eine Holding für Energieunternehmen. 16 bzw. 18 % des Stammkapitals der beiden Unternehmen waren dabei in Händen der Banca Commerciale Italiana.
In einem zweiten Schritt kam der Bereich des Tourismus und des Hotelwesens hinzu, indem 1906 die Compagnia Italiana Grandi Alberghi, kurz CIGA, gegründet wurde. Bei ihr lag der Anteil der Banca Commerciale Italiana bei 20 %. Zum Schwerpunkt wurden die Hotels auf dem Lido di Venezia, wo vor allem die Hotels Des Bains und Excelsior um 1920 eine nationale Dimension erlangten, ab 1923 gar eine internationale.
Die Basis für die großangelegten Investitionen bildete ein Zustrom von Kapital aus verschiedenen Quellen. Zu den lokalvenezianischen Investoren kamen solche aus der Bodenrendite, dem Handel, den Finanzgeflechten, zudem gelang die Integration von ausländischem, katholischem und jüdischem Vermögen. Kulturell und familial entstand eine Führungsschicht aus aufgestiegenen Bürgern und verbürgerlichtem Adel, die auf der nationalen Ebene um 1900 die Führung übernahm.
Dabei expandierte die SADE über Venetien hinaus in den Adriaraum, den man als das gesamte Gebiet zwischen Friaul und Apulien auffasste, und das man als „dominio adriatico“ zu beherrschen gedachte. Mit der Ausdehnung der Ambitionen bis in den östlichen Mittelmeerraum sprengte der Gruppo veneziano endgültig den Rahmen des Gruppo Veneto.

## Der Balkan
Mit der Expansion Richtung Balkan knüpfte die Gruppe an venezianische Politiktraditionen an. Dabei hatte man beide Seiten der Adria im Blick. Auch bei den Wirtschaftsunternehmen in diesem Raum war die Banca Commerciale Italiana von großer Bedeutung, aber auch Piero Foscari (1865–1923), der seinen Einfluss in Montenegro nach der Eheschließung mit Elisabetta Widmann Rezzonico (1897) ausweitete und später für die Faschisten im Parlament saß. Die Società commerciale d'oriente, gegründet 1907, wurde zum Dreh- und Angelpunkt der Vorhaben, sie wurde geradezu zur Montenegriner Filiale der Banca Commerciale Italiana, und zum Drehpunkt anderer Unternehmen, wie der Regia cointeressata dei tabacchi del Montenegro (1903) oder des Sindacato italo-montenegrino (1903), insbesondere aber der Compagnia di Antivari (1905). Schließlich wurde sie sogar zur Filiale der Banca Commerciale in Istanbul, wo der Hauptverwalter Otto Joel, Mitgründer der Banca Commerciale Italiana, dafür sorgte, dass Bernardino Nogara Direktor wurde, ein Freund Volpis. Was noch fehlte, um der imperialistischen Hegemoniestellung auf dem Balkan Ausdruck zu verleihen, war eine Eisenbahnstrecke und ein Industriehafen, eine Funktion für die Antivari vorgesehen war.

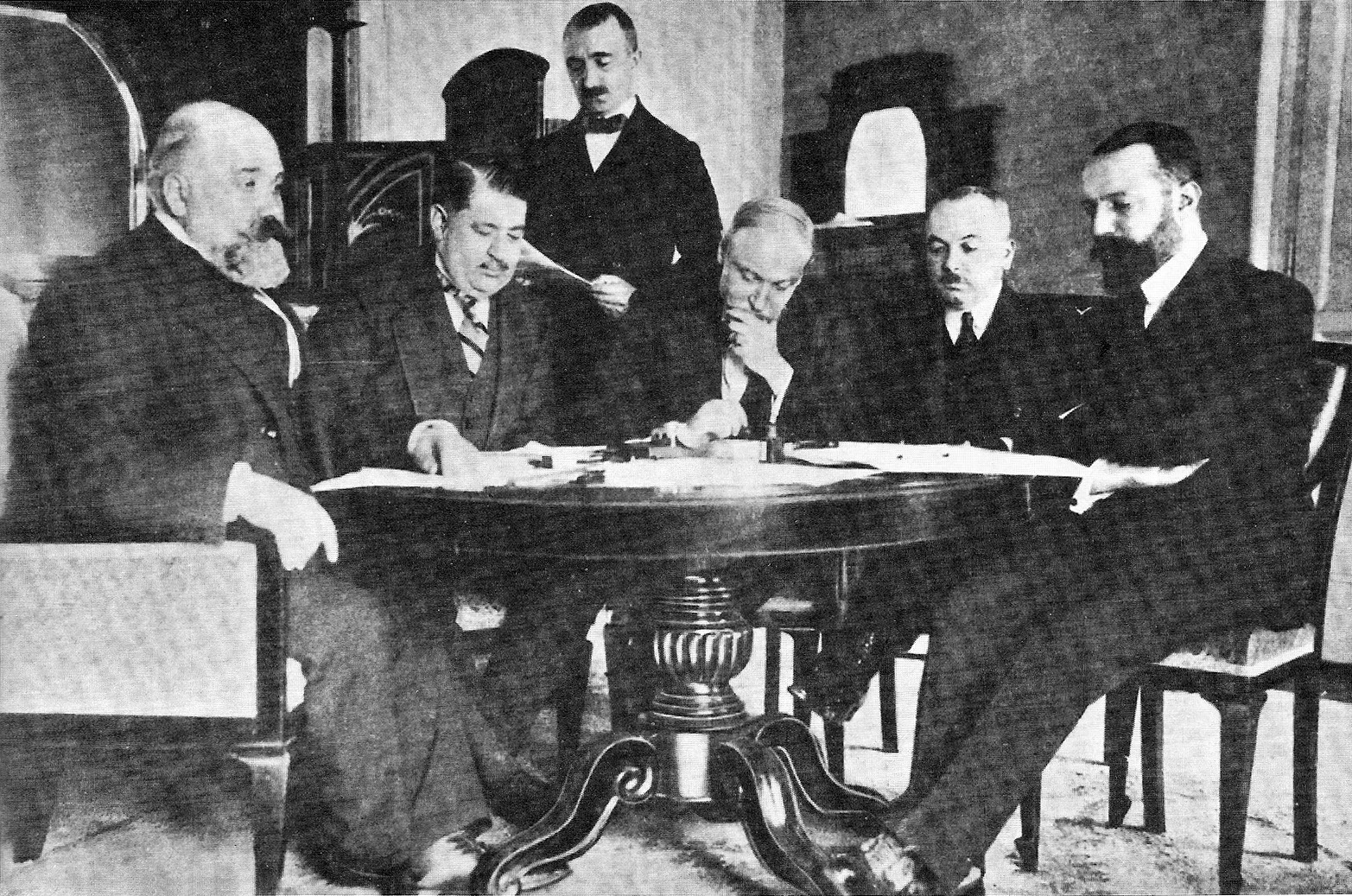
Giuseppe Volpi (rechts) und Pietro Bertolini (links) bei den Verhandlungen mit den osmanischen Vertretern in Lausanne, 1912. Bertolini war 1907 Arbeitsminister und von 1913 bis 1914 Kolonialminister

Als Kopf dieser Strategie gilt Volpi, der Kontakte bis an den Osmanenhof pflegte. Dort gab er sich den Nimbus eines typischen Vertreters der Republik Venedig, nämlich den eines Händlers und Diplomaten, eines Statthalters und Bevollmächtigten (procuratore), ja eines Dogen. Als es wegen des Libyenkrieges 1912 zu Verhandlungen kommen sollte, wählte Giovanni Giolitti für die Konferenz von Ouchy Volpi und Pietro Bertolini. Gaetano Salvemini erkannte in Volpi den „principale deus ex machina“ der Verträge. Volpi wurde zum Diplomaten „ad honorem“.
Derweil intensivierte die Gruppe ihren Einfluss, wie etwa im Falle der Florentiner Gesellschaft Officine Galileo (Galileo). Sie war auf Präzisionsinstrumente für optische und Kommunikationsgeräte spezialisiert. An ihr beteiligte sich die SADE 1907 ebenso, wie an einem der größten Industriekonglomerate Italiens, dem Stahltrust Odero-Orlando, an dem sie 1916 die Aktienmehrheit erwarb, bis sie 1923 den Trust komplett übernahm – ebenso wie die Veneta, die sie 1924 übernahm.

## Erster Weltkrieg
Mit dem Ersten Weltkrieg dehnte die Gruppe ihren Einfluss, den sie schon zuvor gewonnen hatte, weiter auf den Staat aus, der nunmehr massiv zugunsten der Gruppe eingriff. Dies zahlte sich auch wirtschaftlich aus. Sowohl SADE (200 %), als auch die Cellina oder die Società Idroelettrica Veneta (SIV) (73 %) steigerten ihr Kapital enorm. Die Gruppe verfügte dabei mit Achille Gaggia über einen eigenen Exponenten in der Commissione elettrotecnica del Comitato centrale di mobilitazione industriale. Er war damit für die Pläne zur Engergiesicherung zuständig, um die Kriegswirtschaft in Gang zu halten. Im Dezember 1917 wurde Volpi zunächst zum zivilen Mitglied des Comitato Veneto, das regional ebenso zentrale Aufgaben erhielt, dann zum Interimspräsidenten ab März 1918.
Weiteren Einfluss und Kapital erlangte die Gruppe durch die Gründung der Società Porto industriale di Venezia, wo sich neben Volpi auch Nicolò Papadopoli Aldobrandini, Alberto Treves de Bonfili, Revedin, Stucky, Ratti und Gino Toso betätigten, aber auch die üblichen Gesellschaften, nämlich SADE, Cellina, Veneta, dann aber auch im Staat in der Figur des Präsidenten des Consiglio Paolo Boselli und des Ministers für öffentliche Arbeiten Ivanoe Bonomi, oder aber die Kommune Venedig in der Figur des langjährigen venezianischen Bürgermeisters Filippo Grimani.
Ende Juli 1917 erhielt Volpi, was als sein Meisterwerk galt, den Zugriff auf Marghera, d. h. alle bereits konfiszierten oder noch einzuziehenden Gebiete überließ der Staat zum Bau eines Industriehafens für Venedig seiner Gesellschaft. Der Plan war schon mindestens seit 1904 vor allem von Piero Foscari betrieben worden. Volpi hatte seinerseits bereits spekulative Landkäufe tätigen lassen. Die Gewinne aus diesen Aktivitäten beliefen sich auf 7,18 Millionen Lire.

## Marghera
Mit der Niederlage von Caporetto im Oktober 1917 verlor die SADE zwar fast alle hydroelektrischen Anlagen, doch führte dies aufgrund der Involvierung in die Kriegsfinanzierung und die Industrialisierung nicht zu einem Fiasko. Zu diesem Szenario gehört auch das Marghera-Projekt, das demzufolge nicht so sehr eine Idee Volpis war, sondern eine konsequente Anwendung der bis dahin genutzten Prinzipien unter dem Druck der weggebrochenen Stromproduktion. Um die Kontrolle über die unabhängige Kommune zu gewinnen, musste sie Teil Venedigs werden und zugleich eine ähnliche Rolle wie Marseille für den östlichen Mittelmeerraum übernehmen. Dabei ermöglichte es die Kriegswirtschaft, die Arbeit und Rohstoffe äußerst günstig zur Verfügung stellte, das Interesse auch ausländischer Anleger zu wecken.
Im September 1917 entstanden die Cantieri Navali e Acciaierie di Venezia, die ihre Produktion 1922 aufnahmen. Es schlossen sich nun den traditionellen Unternehmen des Gruppo veneziano, wie SADE, Cellina und Veneta sowie den gewohnten lokalen Partnern, große Unternehmen an, wie die Ansaldo alla Terni, die Alti forni di Piombino, die Ferriere piemontesi, die Franco Tosi di Legnano oder Odero di Sestri Ponente. Die bedeutendsten Personen waren Max Bondi (1883–1927), Giuseppe Orlando, Rocco Piaggio, Pio Perrone, Eugenio Tosi und der 1919 ernannte Industrieminister Dante Ferraris, der zuvor die Confederazione generale dell'industria italiana geleitet hatte, die später in Confederazione fascista degli industriali umbenannt wurde. Nur Ernesto Breda und seine Industrien zogen es vor, autonom in das Marghera-Projekt einzusteigen.
Dabei wurde die Infrastruktur ganz überwiegend von der Società italiana di costruzioni (Sitaco) und der Veneta geschaffen. 1920 bestand erst ein Werk, 1922 waren es 16, 1924 bereits 27. 1928 bestanden 55 Industrieunternehmen mit 4.880 Beschäftigten. Dabei handelte es sich in 15 Fällen um Unternehmen der chemischen Industrie, die 1.820 Arbeitsplätze bot, dann folgten die beiden Bauunternehmen mit 880 Beschäftigten, schließlich die Petroindustrie mit vier Unternehmen und 535 Beschäftigten.
Es entstand 1928 die Società Alluminio Veneto Anonima (SAVA), ein Ableger der Schweizer Aluminium-Industrie-Aktiengesellschaft, unterstützt von Alessandro Marco Barnabò. Es folgte die Società Italiana di Alluminio, dann die Lavorazione Leghe Leggere (1929), kontrolliert von der SADE, die Società Idroelettrica Piemonte (SIP), die SAVA, Montecatini und die San Marco elettrometallurgica (1931). In letztere flossen Mittel der SADE, der SAVA, der SIP ein. So entstand bis 1935, während der Weltwirtschaftskrise, der Kern der italienischen elektrometallurgischen Industrie, die die Kriegswirtschaft so stark gekennzeichnet hatte, in Marghera. Damit bot sie dem faschistischen Regime ein Versprechen der Autarkie. Bei Kriegsbeginn arbeiteten 85,9 % der Arbeiter in den Kernindustrien. Der Gruppo veneziano dominierte über die SADE durch die Lieferung des Stroms und dessen Infrastruktur, durch Beteiligung an elektrometallurgischen Unternehmen, wie der Lavorazione Leghe Leggere und der San Marco. Hinzu kamen die Montecatini im Chemiebereich, woraus 1936 die Industria Nazionale dell'Alluminio entstand, dann die Ilva alla Breda (sowohl im metallurgischen als auch im Baubereich), die Società Idroelettrica Piemonte sowie die Fabbrica Italiana Automobili Torino (FIAT), die Vetrocoke, die Aluminium-Industrie-Aktiengesellschaft (in der Elektrometallurgie mit der SAVA) und die Azienda Generale Italiana Petroli (AGIP).
Jede Maßnahme musste vom Porto industriale genehmigt werden, der Staat steuerte vielfach über die Kommune die Entwicklung und schuf über convenzioni, concessioni, autorizzazioni, sottomissioni, proroghe, modificazioni zwischen 1919 und 1944 die rechtlichen Rahmenbedingungen. Im Gegensatz zu den Ankündigungen, Arbeitskräfte aus den traditionellen Betrieben zu beschäftigen, strömten Arbeitskräfte vom Land in die entstehende Stadt, wobei wiederum der Staat die Zurverfügungstellung, die interne Konkurrenz, die möglichst niedrigen Einsatzkosten und die Sicherheit gewährleistete. Die Landleute wurden wegen ihrer „größeren physischen Kraft, ihrer Ausdauer bei der Arbeit und ihrem höheren Sinn für Disziplin“ sogar bevorzugt. Marghera wurde gar zu einem Modell, um weitere Industriezonen, etwa Bozen oder Ferrara, zu errichten.

## Die Hauptexponenten: Volpi und Cini
Mit der Nominierung von Vittorio Emanuele Orlando zum Mitglied der Sektion ricostruzione della ricchezza nazionale nelle province invase (Wiederaufbau des nationalen Reichtums in den besetzten Provinzen) im Rahmen der commissionissima, die Volpi befürwortet hatte, wurde er in Versailles zum Unterhändler und 1919 gehörte er dem Consiglio supremo economico, dem Obersten Wirtschaftsrat, an. In dieser Rolle begleitete er Entscheidungen über Wirtschaft, Finanzen, Reparationen, die Kommunikation und das Verkehrswesen.

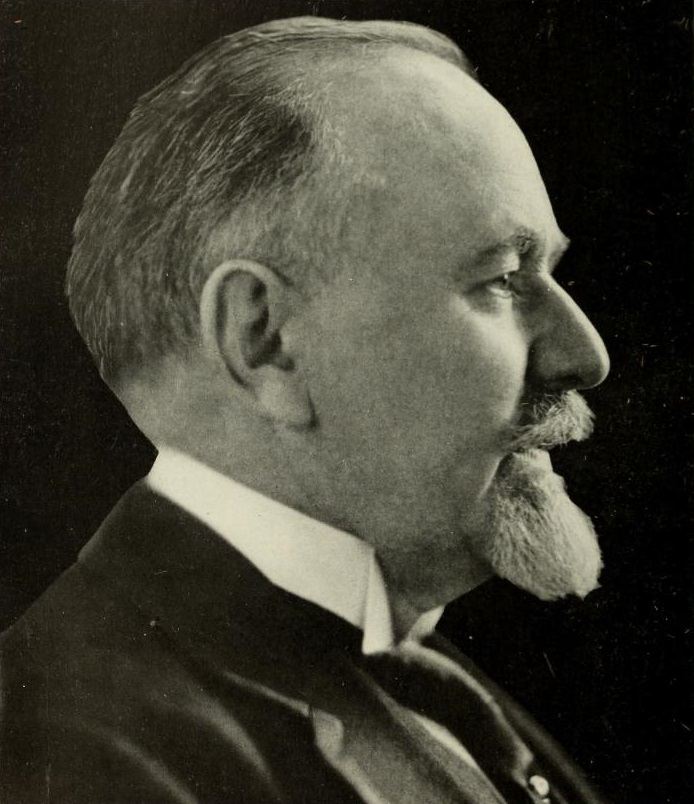
Milenko Radomar Vesnić, der einflussreiche Außenminister Serbiens, zu dem Volpi gute Kontakte unterhielt, 1918

In Rapallo und während der Konferenz zum Fragenbereich um die Stadt Fiume (Rijeka), konnte Volpi, wenn er es wünschte, Teil der offiziellen Delegation sein, und in Belgrad besaß er gute Kontakte zu Außenminister Milenko Vesnič.
Für die SADE eröffneten sich in der Venezia Giulia, auf Istrien und in den slawischen Ländern neue Märkte. Über die Aufteilung dieser Gebiete unter die Stromproduzenten Norditaliens hatten diese einen geheimen Vertrag in Versailles und in Rapallo abgeschlossen. Darin war festgelegt, dass das Trentino und Südtirol für Edison reserviert waren, mit einer Verzahnung mit der SIP, während für die SADE das Gebiet zwischen Istrien und dem Isonzo reserviert sein sollte.

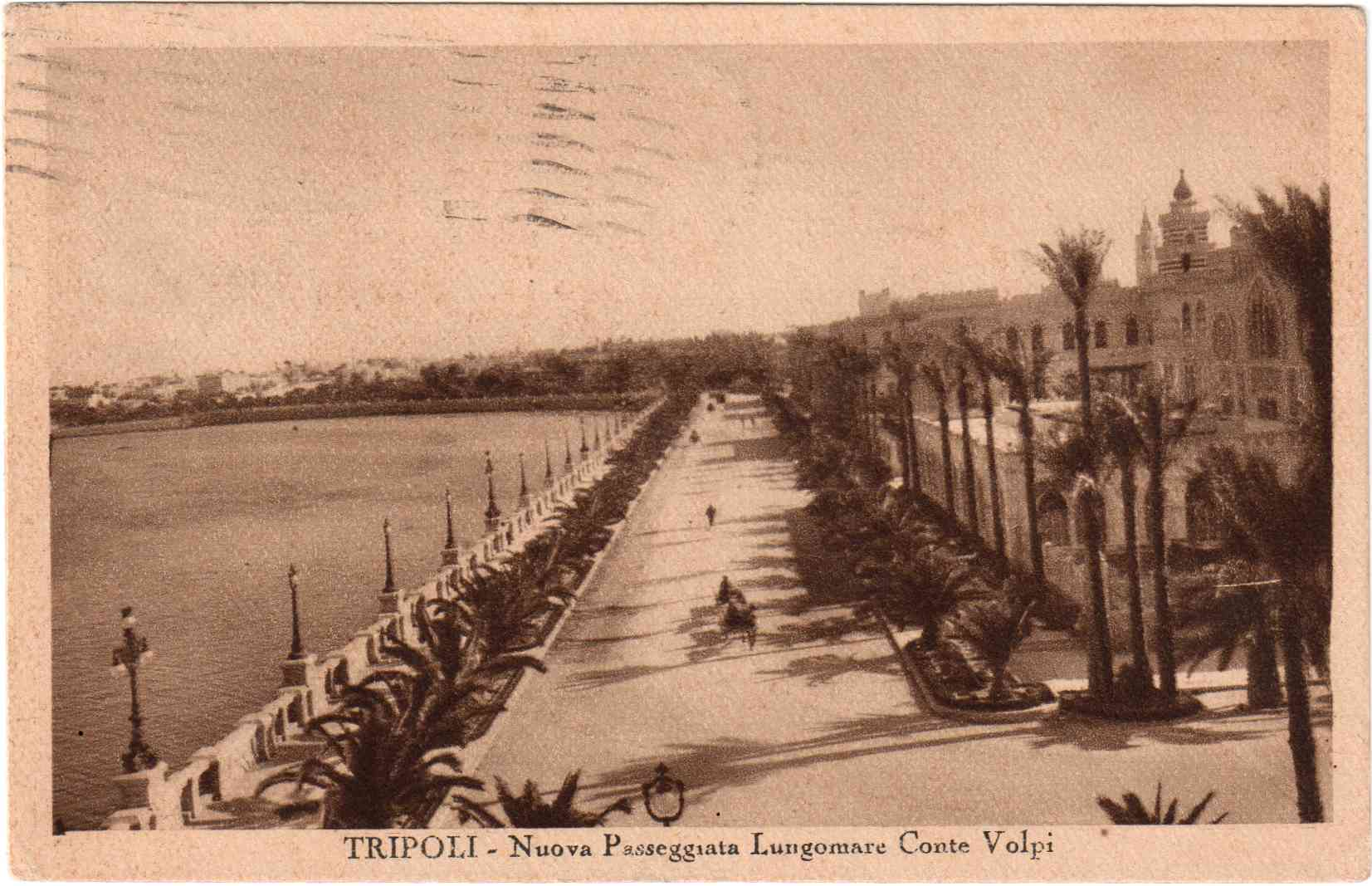
Die unter Volpi in Tripolis erbaute Promenade lungomare Conte Volpi im Jahr 1935

Im Dezember 1920 wurde Volpi geadelt, im Juli 1921 wurde er Gouverneur von Tripolitanien, eine Position, die er bis 1925 bekleidete. Volpi erwarb nicht nur mehr als 2000 ha Land bei Misurata, sondern er erhielt im Juli 1925 am vorläufigen Ende der Kriegsoperationen das Prädikat „di Misurata“, das dem Adelstitel angehängt wurde.
Während der Fiume-Krise, in deren Verlauf Gabriele D’Annunzio die Italienische Regentschaft am Quarnero ausrief (1920–1924), hatte Volpi bereits 1920 die Faschisten mit Geld unterstützt, als diese Partei in Venedig noch unter der Kontrolle von Piero Marsich stand. 1921 und 1922 war Volpi Präsident oder Vizepräsident von zwanzig Gesellschaften in Italien und Montenegro, deren wichtigste die SADE, die Cellina, die SIV waren, dann von Finanzunternehmen, wie dem Credito Industriale, der Porto industriale, der Compagnia di Antivari, der Società nazionale per lo sviluppo delle imprese elettriche (Sviluppo); er saß in der Banca Commerciale Italiana, der Assicurazioni Generali, der Unione esercizi elettrici, der Società strade ferrate meridionali, der Officine di Battaglia, dann der Veneta Ab 1931 reduzierte er die Zahl direkter Aufsichtsposten, saß aber immer noch in 22 Gesellschaften, darunter in neun als Präsident oder Vizepräsident, in elf als Berater.
Am 13. Juli 1925 wurde Volpi Finanzminister. Er stand nunmehr im Zentrum einer engen Verbindung von Wirtschaft und Faschistischer Partei. Erhebliche Teile der Wirtschaft fühlten sich durch die Eingriffe Alberto De' Stefanis im Banken- und Finanzbereich herausgefordert. Am 2. Oktober einigten sich im Palazzo Vidoni die Confederazione generale dell'industria mit der Confederazione delle corporazioni fasciste auf eine Kontrolle des Arbeitsmarkts.
Zwischen Volpi und dem Sekretär des amerikanischen Schatzamtes Andrew W. Mellon kam es im Zusammenhang mit den italienischen Kriegsschulden bei den USA Mitte November 1925 in Washington zu einem Gespräch im Beisein von Alberto Pirelli, Dino Grandi, aber auch mit Finanztechnikern wie Mario Alberti und Alberto Beneduce. Die auf 2,042 Milliarden Dollar angewachsenen Schulden sollten nicht nur konsolidiert werden, indem über einen Zeitraum von 62 Jahren bei maximal 2 % Zinsen die Schuld abgetragen wurde, womit die USA auf vier Fünftel der Schuld verzichteten. Mit Morgan, der New Yorker Bank, Thomas Lamont und Dwight Morrow, kam es zu einem „Stabilisierungskredit“ in Höhe von 100 Millionen Dollar, der binnen drei Jahren auf 300 Millionen anwuchs. Davon profitierten wiederum die Stromversorger, dazu FIAT, Montecatini, Pirelli, die Società di Navigazione Italo-Americana, Terni und Breda. Im Januar 1926 erreichte Volpi, dass auch Großbritannien auf 85 % seiner Kredite verzichtete.
Im November 1934 wurde Volpi Vorsitzender der Confederazione fascista degli industriali, eine Position, die er bis Mai 1943 ausfüllte. Im November 1938 wurde er veranlasst, die italienischen Rassengesetze (leggi razziali) im Wirtschaftsbereich anzuwenden, das galt auch für die Arisierung der größten jüdischen Versicherung, die Assicurazioni Generali, in der er seit 1915 saß. Er selbst wurde bereits im September 1938 Nachfolger von Edgardo Morpurgo, womit er dem entsprechenden Gesetz noch vorauseilte.
Auch für Vittorio Cini bedeutete der Erste Weltkrieg einen qualitativen Sprung. Er hatte 1905 seinen Aufstieg im väterlichen Bauunternehmen begonnen, dessen Direktor er 1910 wurde. Von 1910 bis 1912 wurden die Aushebungen an der Einfahrt zum Hafen von Chioggia übernommen, wobei sich die Auseinandersetzungen um den Preis mit dem Arbeitsministerium bis 1920 hinzogen. Im Mai 1917 starb sein Vater und Cini baute das Unternehmen im Zusammenhang mit dem Gruppo veneziano und dessen Ausrichtung auf Adria und östliches Mittelmeer um. Im Mai 1919 wurde er Präsident der Sitaco, die im entstehenden Marghera eine wesentliche Rolle spielte. 1925 saß Cini in 19 Gesellschaften, allein in vieren war er Präsident oder Vizepräsident, in 15 Berater. Dabei handelte es sich um Finanz- und Versicherungsunternehmen (Porto industriale, Credito Industriale, Sviluppo, Assicurazioni Generali, Lloyd Siciliano), dann war er in Bau-, Transport- und Kommunikationsunternehmen (Veneta, Società di navigazione San Marco, Società di navigazione interna, Società di navigazione libera triestina, Lloyd Mediterraneo, Società telefonica delle Venezie [Telve]) tätig, schließlich in weiteren Unternehmen, wie Alti forni e acciaierie della Venezia Giulia, Cantieri Navali e Acciaierie di Venezia, Officine di Battaglia, Officine meccaniche italiane di Reggio Emilia und vor allem der SADE. Den Höhepunkt erreichte die Verflechtung, als Cini 1931 in 33 Gesellschaften mitwirkte, wobei er allein in acht von ihnen der Präsident war, in einer weiteren der Vizepräsident.
Im März 1921 saß Cini im Direktorat der Ilva, die jedoch beinahe bankrott war. Cini stellte in einem ersten Schritt fest, dass der Schuldenstand bei 285 Millionen Lire lag; von den Kreditgebern erlangte er ein Moratorium, dann eine Reduzierung der Schulden gegenüber dem Staat von 118 auf 12 Millionen Lire. Nach weiteren Sanierungserfolgen wurde Cini die Präsidentschaft angetragen, doch lehnte er diese ab, um als Vizepräsident zu fungieren, was ihm mehr Spielraum verschaffte, denn ein Präsident wurde gar nicht erst ernannt. Mit Unterstützung Giolittis wurde die Sanierung bis Dezember 1922 durchgeführt. Dabei waren die Auswahlkriterien, nach denen der Staat zugunsten von Unternehmen eingriff, undurchsichtig, denn während Rom sich für Ansaldo und den Banco di Roma starkmachte, unterließ er dies im Fall der Banca italiana di sconto. Cini übernahm im April 1930 erneut die Vizepräsidentschaft, doch wurde diesmal Giuseppe Toeplitz Präsident. Ihm folgte im April 1933 Oscar Sinigaglia. 1935 übernahm Cini selbst diese Position, die er bis 1939 wahrnahm. Er leitete die Ilva unter der Aufsicht des staatlichen Istituto per la Ricostruzione Industriale (IRI).
Seit September 1927 war Cini Commissario straordinario per la Bonifica integrale nella Provincia di Ferrara und damit für Bonifikationen und vor allem für die Lebensmittelversorgung zuständig. Um die Kontrolle über den Boden und vor allem die in den Augen Roms noch nicht ausreichend integrierte Arbeitskraft zu verstärken, führte Cini eine „bonifica integrale“ durch, die dem späteren Gesetz von 1928 voranging. In Wirklichkeit handelte es sich um ein erzwungenes Umsiedlungsprogramm, das der Erschließung neuer Agrarflächen dienen sollte, wie etwa durch Deportation nach Sardinien.
1932 veranlasste Cini die Verschmelzung von sechs Schifffahrtsgesellschaften zu einer einzigen, so dass die Compagnia adriatica di navigazione die Kontrolle über Handels- und Kriegsmarine in der Adria und im östlichen Mittelmeerraum übernehmen konnte. Im Dezember 1936, als die Finmare entstand, die Finanzierungsgesellschaft des IRI, ließ sich Cini nicht die Gelegenheit entgehen, über deren Staatsverschuldung die Compagnia adriatica zu liquidieren, und die neue Adriatica di navigazione zu gründen, deren Präsident er selbst wurde.
Mit dem Credito Industriale, gegründet im Oktober 1918, die als Holding der Gruppe galt, übernahm Cini die Präsidentschaft zwischen 1931 und 1943. Angesichts der allzu zahlreichen Beteiligungen wurden diese reduziert, die Verflechtung mit den Unternehmen des Gruppo verdichtet. Cini wurde gleichsam Repräsentant der Finanzdirektiven der Gruppe.
Im Januar 1934 wurde Cini Senator, im Mai 1940 Conte mit dem Prädikat „di Monselice“. In einer Rede maß er dem Staat nur kurze und gezielte Eingriffe zu, doch sei er für die „Disziplin“ zuständig, für die Erhaltung des gesellschaftlichen Gleichgewichts, die Reduzierung der Kosten und das korporatistische System des Faschismus, der sich am besten um das Allgemeinwohl und die Interessen von Produzenten und Sparern (risparmaiatori) kümmere.

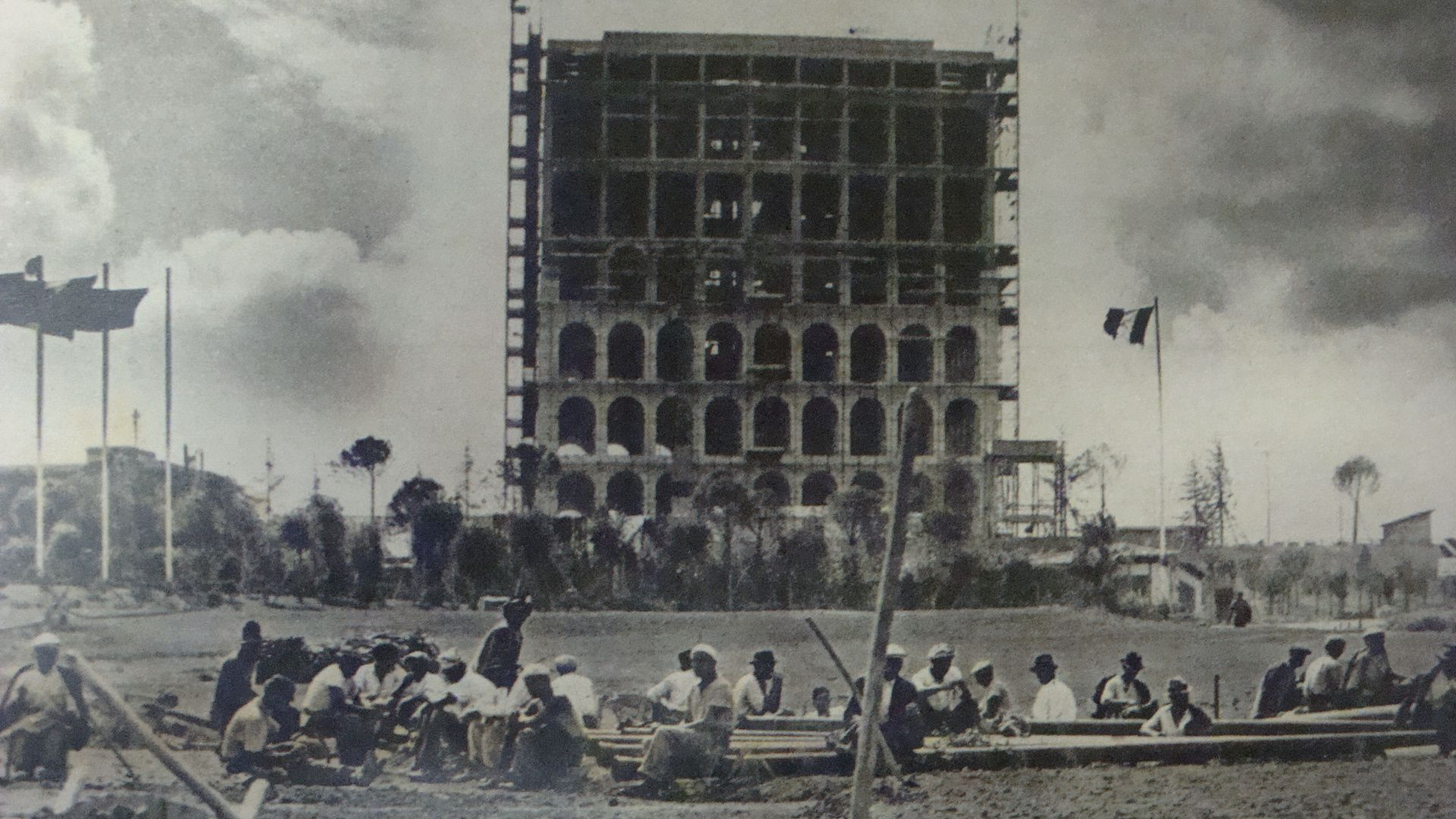
Der Palazzo della Civiltà Italiana, hier im Bau 1940, sollte die Kulturwerte Italiens hervorheben, ohne mit der faschistischen Realität in Konflikt zu geraten. Die Anzahl der insgesamt 216 Rundbogenarkaden entspricht senkrecht (6) dem Namen Benito und waagerecht (9) Mussolini.

Im Oktober 1936 kam Cini als Nachfolger von Alberto Beneduce auf dem Präsidentenstuhl des IRI ins Gespräch. Doch Cini übernahm im Dezember, unmittelbar nach der Gründung der Ente Esposizione Universale di Roma (E.U.R.), den Posten eines Generalkommissars für die Weltausstellung, die für 1942 vorgesehen war. Neben der propagandistischen Wiederbelebung Roms als „Haupt der Welt“ sollte auch eine neue Metropole entstehen. Unter Leitung von Marcello Piacentini sollten Architekten und Stadtplaner diese neue Stadt entwerfen; ein entsprechender Plan wurde im März 1938 vorgelegt.
Im Juni 1939 hielt sich Cini in den USA anlässlich der Weltausstellung in New York auf. Dabei traf er sich mit Präsident Roosevelt, wobei er zum Schluss kam, die USA seien nicht auf einen Krieg vorbereitet und sie würden sich gegebenenfalls eher für ökonomische Mittel entscheiden.
Der Wirtschaftshistoriker Gino Luzzatto, der im September 1945 für die Befragungen des Comitato di Liberazione Nazionale Regionale Veneto eine Beurteilung vorlegte, qualifizierte Cini als einen Mann der Geschäfte („uomo degli affari“), der aber auch zum obersten Rang der italienischen Finanziers zu rechnen sei.

## Sonstige Akteure

Achille Gaggia

Achille Gaggia (1875–1953) aus Feltre galt der Gruppe als vertrauenswürdig. Im August 1939 wurde er zum Senator erhoben. Gaggia gehörte bereits 1905 zur Entourage von Volpi. In der SADE war er von 1925 bis 1942 Vizepräsident, dann erneut von Dezember 1943 bis September 1945 und schließlich von 1947 bis 1953. Von 1925 bis 1930 war er Präsident der Hausbank der Gruppe, des Credito Industriale. Gaggia war, ähnlich wie die unumstrittenen Führer der Gruppe, in zahlreiche Unternehmen involviert. 1931 agierte er in 66 Gesellschaften, allein in 25 von ihnen war er Präsident oder Vizepräsident. Neben der SADE saß er in der Cellina, der SIV, dann aber auch San Marco, der Galileo, der Veneta, der Compagnia generale degli acquedotti d'Italia (Cogea), der Telve sowie im Immobilienunternehme CIGA. In 41 Unternehmen war er Berater. Er war Präsident der Veneta von 1924 bis 1944, in der CIGA („la sua figlia prediletta“)" war er von 1925 bis 1944 Präsident, nach dem Krieg erneut von 1945 bis 1953 – als Nachfolger Volpis.
Auch Alessandro Marco Barnabò (1886–1971) begann seinen Aufstieg durch Bau- und Transportunternehmen und nutzte, wie in Tripolis 1912, die Möglichkeiten der neuen Kolonie Libyen. Doch erst Mitte der 20er Jahre trat er auf internationaler Ebene durch Kontakte mit englischen Finanziers auf. Diese führten wiederum zu Kontakten zur Schweizer Aluminium-Industrie-Aktiengesellschaft (AIAG), neben den deutschen Vereinigten Aluminium-Werken der größte Aluminiumproduzent Europas. Diese brauchten Wasserkraftwerke für ihre stromintensive Industrie, die im Bellunese und im Trentino entstanden, bzw. durch die Società Forze Idrauliche Alto Cadore und die Società idroelettrica Val Cismon (Val Cismon). Im Dezember 1926 wurde die SAVA gegründet, die in Marghera ab 1928 Aluminium herstellte. Dort entstanden bis zu 34 % des italienischen Aluminiums, und zusammen mit der Società Italiana di Alluminio, die der Montecatini gehörte, überschritt ihr Anteil die 50-%-Marke. Damit wurde Marghera zum Zentrum der elektrochemischen und -metallurgischen Industrie. Da Aluminium als zentral für die Autarkiepolitik des Regimes galt, wurde seine Produktion stark gefördert.

## Verflechtung mit dem Regime, Straffreiheit

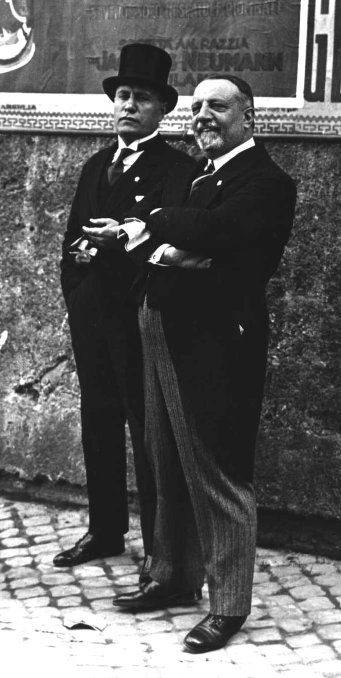
Volpi und Mussolini, ca. 1925–1928

Brief Mussolinis an Volpi vom 23. April 1926, in dem er die Eroberung Libyens hervorhebt; links als Facsimile die letzten Zeilen des handgeschriebenen Briefes

Volpi wurde nach der Besetzung Sloweniens durch Italien Leiter der Commissione economica italo-croata, eine zentrale Position, von der aus die ökonomische Durchdringung des Balkans über den Satellitenstaat Kroatien vorangetrieben werden konnte. Doch musste Volpi Rücksicht auf Hitlerdeutschland nehmen. Dennoch gelang es Volpi, der Banca Commerciale Italiana, den Assicurazioni Generali und der SADE sich eine Kernrolle zu verschaffen. Während Volpi zu Kriegsbeginn Minister war, übernahm Cini einen solchen Posten gegen Ende des Regimes. Im Februar 1943 übernahm Cini das Amt eines Ministers für Kommunikation. Doch hatte er sich bereits im Dezember 1942 über Gefahren geäußert und das Erfordernis eines radikalen Richtungswechsels der Regierung. Im Nachhinein versuchte Cini die Übernahme des Ministeriums als Einsatz gegen den desaströsen Zustand des Landes zu rechtfertigen. Man versuchte, trotz zunehmender Distanz zum Regime „salvare il salvabile“, also ‚zu retten, was zu retten war‘. Im März 1943 äußerte Cini bei einem Treffen mit Hermann Göring Anschuldigungen zu „Versprechen, die von den Deutschen nie eingehalten worden seien“, im April äußerte er die Notwendigkeit, sich von Deutschland zu distanzieren und mit England zu verhandeln. Nach der Bombardierung Roms am 19. Juli 1943 meinte er, „Mussolini era pazzo“, und dass es nun „bisognava avere il coraggio di mandarlo via“, den Mut also erfordere, den Verrückten Mussolini fortzuschicken. Am 24. Juni trat Cini zurück, doch wurde dieser Rücktritt erst am 23. Juli angenommen, zwei Tage vor dem Sturz des Regimes.
Cini hatte bereits mit dem parteiinternen Widerstand, allen voran mit dem Justizminister Dino Grandi und Außenminister Galeazzo Ciano Kontakt aufgenommen, auch mit dem Vatikan und dem König. Volpi hingegen hatte sich nicht gerührt.
Einige der Exponenten der italienischen Wirtschaft setzten auch nach dem Sturz Mussolinis und der deutschen Besetzung des Landes die Kollaboration fort. Gleichzeitig unterhielten sie Kontakte zur Resistenza und versuchten sich so nach beiden Seiten abzusichern. In Italien ist dies als „gioco dei due fronti“ bekannt, als ‚Spiel der zwei Fronten‘. Die einen versuchten so die Kontinuität des Wirtschaftens zu sichern oder die Integrität der Unternehmen, andere wollten das Vertrauen der Besatzer gewinnen, wieder andere glaubten, auch im Nachkriegsitalien so ihre Stellung sichern zu können. Auch versuchten einige durch Geheimgespräche in der Schweiz Kontakt zu Alliierten aufzunehmen. Der bekannteste, der Fall FIAT, war der von Giovanni Agnelli, Vittorio Valletta und Giancarlo Camerana, die der Resistenza 55 bis 56 Millionen Lire zukommen ließen. Gaggia, Präsident der SADE ab Dezember 1943, operierte noch bis April 1945 und ließ dem Comitato di liberazione nazionale regionale Veneto 10 bis 13 Millionen Lire zukommen.
Volpi wurde am 24. September 1943 von der SS in Rom verhaftet, ging dann in eine Klinik und wurde im Februar 1944 freigelassen – auf Veranlassung führender Exponenten der von Deutschland eingesetzten faschistischen Regierung wie Guido Buffarini Guidi (er wurde am 10. Juli 1945 hingerichtet) und Rodolfo Graziani (der für seine Gräueltaten in Libyen und Äthiopien nie zur Rechenschaft gezogen wurde) – und erschien im Juli in der Schweiz. Nachdem er von der Mitschuld in verschiedenen Zusammenhängen im Januar 1947 freigesprochen worden war, kehrte er im Oktober 1947 zurück. Er starb bereits im Dezember. Volpi unterstützte von der Schweiz aus die Resistenza mit 20 Millionen und veräußerte noch Anfang 1945 seine Aktienanteile an der Società editoriale San Marco, die Il Gazzettino herausgab. Dieser Anteil ging an Pietro Mentasti, einen der wichtigsten Exponenten der Democrazia Cristiana, mit denen er schon im Sommer des Vorjahres Kontakt aufgenommen hatte. Dabei stützte er sich auf die einzige Institution mit erwartbarer Kontinuität, die katholische Kirche, so dass auch sein letzter Frontwechsel gelang.
Auch Cini war am 24. September in Rom von der SS gefangen genommen worden. Er wurde jedoch ins Konzentrationslager Dachau verbracht. Auf Veranlassung von Joseph Goebbels, der seine wirtschaftlichen Leistungen und sein „Kulturbewusstsein“ bewunderte, wurde er zunächst in eine Klinik verbracht, und man ließ ihn entfliehen, eine Flucht, die sein Sohn Giorgio organisiert hatte. Im Sommer 1944 hielt er sich in Padua auf, nahm Kontakt zum Präsidenten der Veneto-Resistenza Egidio Meneghetti auf, und bot Geld an. Er selbst floh im September 1944 in die Schweiz und ließ der Resistenza insgesamt 60 Millionen Lire zukommen. Im Dezember 1946 kehrte er nach Italien zurück, auch wenn ihm verschiedene Gerichte attestierten, er habe aktiv mit dem faschistischen Regime kollaboriert, und er habe wesentlich zur Aufrechterhaltung dieses Regimes beigetragen. Doch bereits seit März 1946 interessierten sich vor allem der Präsident des Consiglio dei ministri Alcide De Gasperi und der Präsident der Consulta Carlo Sforza für ihn. Neben den Gerichten, vor denen Giorgio Cini die volle Entlastung erreichte, erklärte auch die von Gino Luzzatto geleitete Untersuchungskommission die perfetta sincerità dell'atteggiamento politico und die „volontà di partecipare intensamente con gravi sacrifici finanziari e con più gravi rischi della persona alla lotta contro i tedeschi“. Damit wurde Cini gleichsam zum glaubwürdigen Widerstandskämpfer, der unter schweren finanziellen Opfern und Risiken für seine eigene Person am Kampf gegen die Deutschen teilgenommen habe. Im Zusammenhang mit Volpi wurde gleichfalls behauptet, er sei Gegner des Krieges und gegen das Regime gewesen.
Der Fall Gaggia wurde gar nicht erst untersucht, im Gegenteil betonte man auch hier seine Unterstützung der Resistenza. So konnten alle Exponenten des Gruppo veneziano, die aufs engste mit dem System Mussolinis verflochten waren, zurückkehren.
Während Egidio Meneghetti im Juli 1945 der SADE nicht nur eine wirtschaftliche Rolle, sondern auch politische Verantwortung zusprach, wurde ihm bald widersprochen, so dass kaum ein Jahr später einige Angehörige des Comitato di Liberazione aufgrund der geldlichen Unterstützung forderten, von weiteren Untersuchungen Abstand zu nehmen. Mario Mainardis, der Vorsitzende, hatte sich zwar noch entschuldigt, doch genügte es zu betonen, dass schon vor dem 8. September 1943 Freiwillige die Patrioten unterstützt hätten. Diese unsinnige Behauptung wurde durch die Tatsache untermauert, dass das Unternehmen beim Empfang der Alliierten behilflich war. Auch brauchte man den Stromversorger für den Wiederaufbau.

Vittorio Cini und die Ingenieure und Direktoren Carlo Semenza und Mario Mainardis sowie der Vizepräsident der SADE Antonio Rossi, gleichfalls Ingenieur, 1953 vor dem Kirchlein S. Antonio al Colomber im Valle Vajont

Bereits 1948 lag die Stromproduktion 43 % über dem Niveau vor dem Kriege, 1953 bereits bei 90,7 %. Das sistema elettrico veneto, das sich praktisch vollständig auf die SADE zurückführen ließ, produzierte 26,5 % des Stromes, wo es 1938 nur 21 % gewesen waren. Bis 1953 stieg dieser Anteil sogar auf 31,5 %. Damit blieb die SADE der wirtschaftliche Kern des Gruppo veneziano, der nunmehr in die Hand des einzigen Erben überging, nachdem Volpi 1947 und Gaggia 1953 gestorben waren. Die Elektroindustrie blieb ein Oligopol, das mindestens bis zum Ende der 1950er Jahre Bestand hatte.
Am 9. Oktober 1963 zerstörten durch einen Felsabbruch tsunamiartig in Gang gesetzte Wassermassen die Vajont-Staumauer, vor deren Bau vielfach vor den Risiken einer solchen Anlage gewarnt worden war, die nun 2000 Menschen das Leben gekostet hatte. Die ersten Prozesse endeten acht Jahre später, andere erstreckten sich über 40 Jahre. Für die SADE endete der Vorgang am 16. März 1963, als das Unternehmen an die ENEL übertragen wurde. Cini, der Wiedergutmachung leisten wollte, die als Hilfe an der Allgemeinheit vorgetragen wurde, wurde daran gehindert, da dies nach einem Schuldeingeständnis hätte aussehen können. ENEL und Montedison, die erheblichen Anteil an SADE hatten, gingen gleichfalls weitgehend straffrei aus, weil die Verquickung mit den staatlichen Instanzen von Regierung und Recht zu eng war.

## Venedig

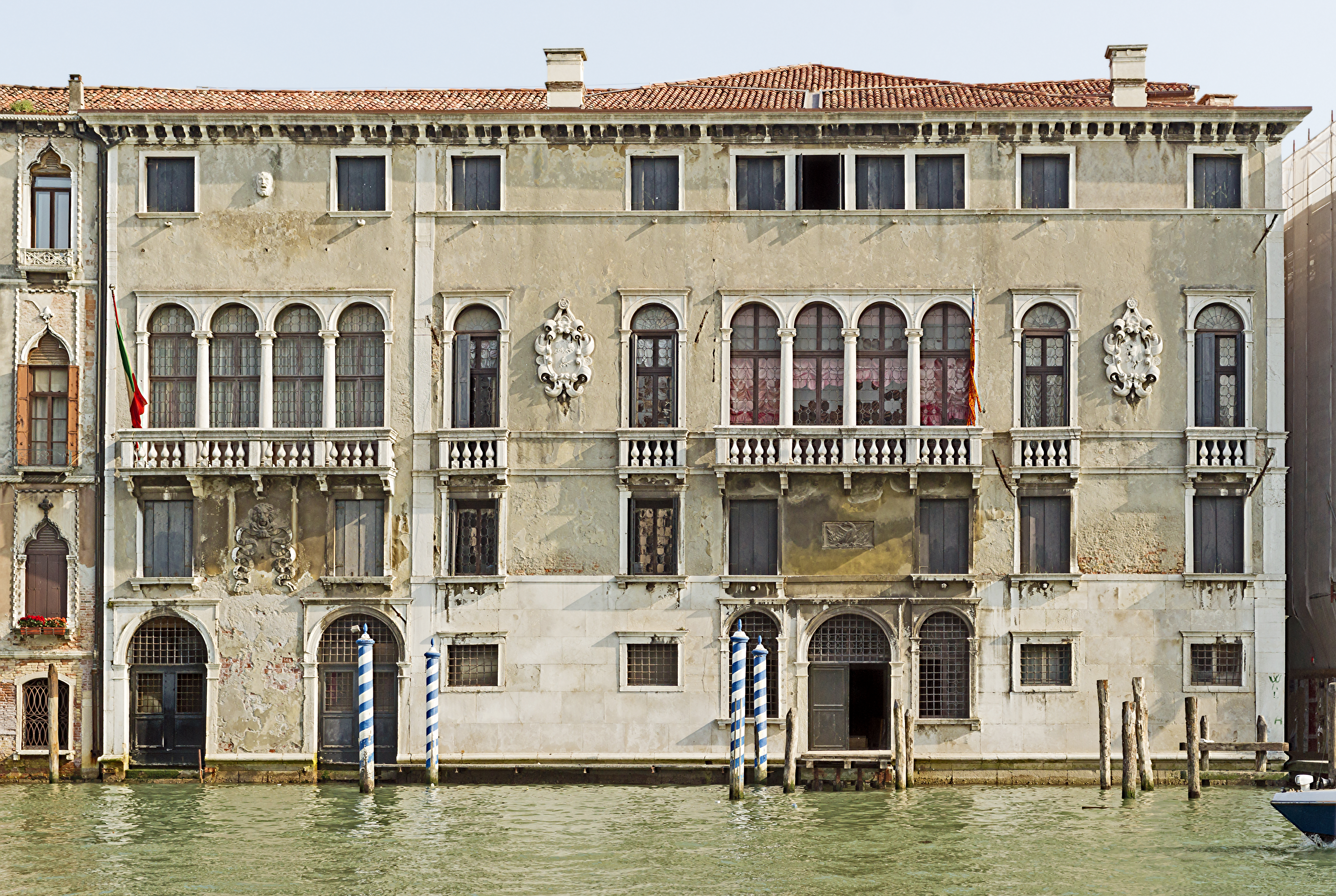
Der Palazzo d’Anna Viaro Martinengo Volpi di Misurata am Canal Grande befindet sich im Sestiere San Marco. Er kam 1917 in Volpis Besitz.

Außer Volpi stammte keiner der Gruppe aus Venedig, doch für alle war die Stadt der Sitz der Gruppe. Tatsächlich beeinflusste deren Struktur massiv die Strukturen des Gruppo veneziano mit ihrer Ausrichtung auf eine Wiederbelebung der Stadt, auf die Arbeitsteilung zwischen Luxustourismus hier und proletarischen Massensiedlungen dort, zwischen Orient und einer historischen Aufgabe. Volpi verließ sein Elternhaus am Campo dei Frari und zog 1917 in den Palazzo Pisani in San Beneto nahe Rialto; Cini siedelte sich 1919 im Palazzo Loredan in S. Vio nahe der Accademia an; Gaggia kaufte erst 1938 einen Palazzetto des 19. Jahrhunderts bei San Moisè. In venezianischer Tradition kamen Villen auf dem Festland hinzu, wie die Villa Barbaro, erbaut von Andrea Palladio, freskiert von Paolo Veronese, dann die Villa Morosini Gatterburg in Marocco für Volpi; die Ca' Marcello in Monselice, verbunden mit Ezzelino III. da Romano, den Carraresi, sowie die Villa Duodo Balbi Venier, die Vincenzo Scamozzi errichtet hatte, und die nun Cini gehörte; schließlich für Gaggia die Villa Pagani in Socchieva.
Die Stadt Venedig selbst wurde durch den Gruppo veneziano zu einem gigantischen Projekt, unter dessen Folgen die Stadt bis heute mehr denn je zu leiden hat. Die Stadt sollte wieder eine ihr angemessene Rolle in der Kultur, aber auch in der Wirtschaft spielen. Um sie im Kern zu erhalten, und gleichzeitig Gewinne aus der Hotellerie ziehen zu können, sollte die hässliche Industrie und die Soziale Frage auf das Festland verbannt werden. Dabei gelang die Integration der Industriezone in die Stadt nie. Im Gegenteil wurde der alte Kern Venedigs zu einem Wirtschaftsobjekt, das 1933 an das Straßennetz angeschlossen wurde. Um all dies leisten zu können, wurde der Plan eines Groß Venedig entworfen, wozu großflächige Eingemeindungen zunächst in der Lagune, dann auf dem Festland gehörten. Auch kamen Brücken über den Canal Grande hinzu, die Bootswege wurden weiter zurückgedrängt, da Mussolini den Individualverkehr förderte, nicht den Öffentlichen. Unter den euphemistischen Namen Ca' Emiliani, Ca' Sabbioni oder Ca' Brentelle entstanden auf dem Festland Ghettos. Zugleich wurden die wirtschaftlich aktivsten Teile der Bevölkerung gezwungen, auf dem Festland zu arbeiten.
Derlei Pläne wurden nach Kriegsende fast ohne Unterbrechung weiter vorangetrieben. Cini, der die Schauspielerin Lyda Borelli geheiratet hatte, war dabei ein enthusiastischer Kulturförderer, und die Kernstadt erhielt internationale Ausstellungen, wie das Festival della musica contemporanea, das Festival del teatro, und vor allem, erstmals weltweit, eine Esposizione d'arte cinematografica, aus der die Mostra internazionale d'arte cinematografica hervorging. Volpi selbst war Präsident der Biennale. Cini glaubte bis zuletzt, er habe durch Taten nicht durch Worte Venedig zur „Wiedergeburt“ verholfen. Um an der Kultur der Stadt zu arbeiten, gründete er nach dem Tod seines Sohnes die Fondazione Giorgio Cini auf San Giorgio Maggiore.
Doch die SADE setzte unter seiner Präsidentschaft eine weitere Industriezone in Marghera durch, die mit einer enormen Verkleinerung der Lagune und einer Vertiefung und Verbreiterung der Kanäle einherging. Als dieser Plan partiell durchgesetzt wurde, lag die Entscheidungsgewalt allerdings bereits bei der Montecatini, deren Hauptaktionäre Männer wie Cini selbst gewesen waren.
Die Hauptexponenten der Gruppe haben weder Erben noch Nachfolger hinterlassen. Nur Cinis Sohn Giorgio schien als Präsident der Società italiana di armamento und als Finanzier des Credito Industriale und des Cotonificio Veneziano eine ähnliche Entwicklung zu nehmen. Doch er starb mit 31 Jahren bei einem Flugzeugabsturz im Jahr 1949. Auch wenn Volpi noch spät Vater wurde, so zog es sein Sohn Giovanni vor, in Lausanne zu bleiben und sich mit anderen Dingen zu befassen. Mario Valeri Manera, der Gaggias Tochter Maria Vittoria heiratete, wurde Präsident der Assoziationen der Industriellen Venedigs und des Veneto, Vizepräsident der Confindustria, doch auch er zog andere Beschäftigungen, in diesem Falle eher von Verwaltungsnatur, vor.